# 数字媒体
数字媒体（digital media）是指以数字形式编码的传播媒体数字媒体可以在计算机上创建、浏览、分发、修改、存储，包括计算机程序和软件、数字影像、数字視訊、網際網路网页、数据和数据库、数字音频（如mp3）、电子书等。与数字媒体相对的，是实体书、报纸、杂志等平面媒体，以及图片、軟片、录音带等模拟媒介。
数字媒体的发展得益于不同媒介信息数字化的发展，同时也使得不同媒體的信息实现了数字化的转换，不同媒介的融合也成为了可能。数字媒体也离不开各种多媒体软件的支持。多媒体软件不断地从专业化向业余化、平民化转变，操作越来越简单，从而降低了不同媒介之间的技术门槛，也使得不同信息的交流汇总变得更加容易。
数字媒体的发展给传统的平面媒体带来技术上的变革，也对其形态、传播方式、传播理念都产生了重要的影响。